# Hyacinthe Thiandoum
Hyacinthe Thiandoum, né à Popenguine le 2 février 1921 et mort le 18 mai 2004 à l'hôpital Saint-Thomas de Villeneuve (Aix-en-Provence), est un cardinal sénégalais qui fut archevêque de Dakar de 1962 à 2000.

## Biographie
Formé à la mission catholique de Ngazobil, Hyacinthe Thiandoum est ordonné prêtre le 18 avril 1949 par Marcel Lefebvre, alors archevêque de Dakar.
Nommé archevêque de Dakar le 24 février 1962, il est consacré le 20 mai, devenant ainsi le premier archevêque autochtone de ce diocèse.
Il conserve cette charge pendant 38 ans, se retirant à 79 ans le 2 juin 2000, laissant la place à Théodore-Adrien Sarr.
Il est fait cardinal par Paul VI lors du consistoire du 24 mai 1976 avec le titre de cardinal-prêtre de Santa Maria del Popolo.

## Succession apostolique
Hyacinthe Thiandoum a ordonné les évêques suivants :
- Archevêque Raymond-Marie Tchidimbo, C.S.Sp. (1962)
- Évêque Augustin Sagna (1967)
- Évêque François-Xavier Dione (de) (1969)
- Évêque Robert Marie Jean Victor de Boissonneaux de Chevigny, C.S.Sp. (1974)
- Cardinal Théodore-Adrien Sarr (1974)
- Évêque Jacques Yandé Sarr (1987)
- Évêque Georges Lagrange (1988)
- Évêque Jean-Noël Diouf (de) (1989)

## Écrits
- La réflexion qui sauve. Lettre pastorale de Son Excellence Mgr Thiandoum, Archevêque de Dakar, sur les grèves des étudiants de l'Université de Dakar et des travailleurs (27-31 mai 1968), Dakar, 1968, 12 p.